# گایکو
گایکو (به انگلیسی: Geico) از شرکت‌های بزرگ بیمهٔ آمریکایی می‌باشد. گایکو در فورت وورث تأسیس شد و امروزه مرکز این شرکت در شمال شهر واشینگتن دی.سی. است.